# Őrület (opera)
Az Őrület (olaszul Una follia) Gaetano Donizetti egyfelvonásos operája, avagy saját meghatározása szerint farsa.  A művet 1818. november-decemberében komponálta Bartolomeo Merelli szövegkönyvére. A mű alapja valószínűleg Andrea Leone Tottola azonos című librettója volt, amelyet Giacomo Cordella számára írt 1813-ban, Nápolyban. Az operát 1818. december 17. mutatták be a velencei Teatro San Lucában. A partitúra elveszett. Donizetti levelezésében ismert még Il ritratto parlante (A beszélő portré) vagy La folia di carnivale (Karneváli őrület) címek alatt is.